# Prawosławie w Holandii

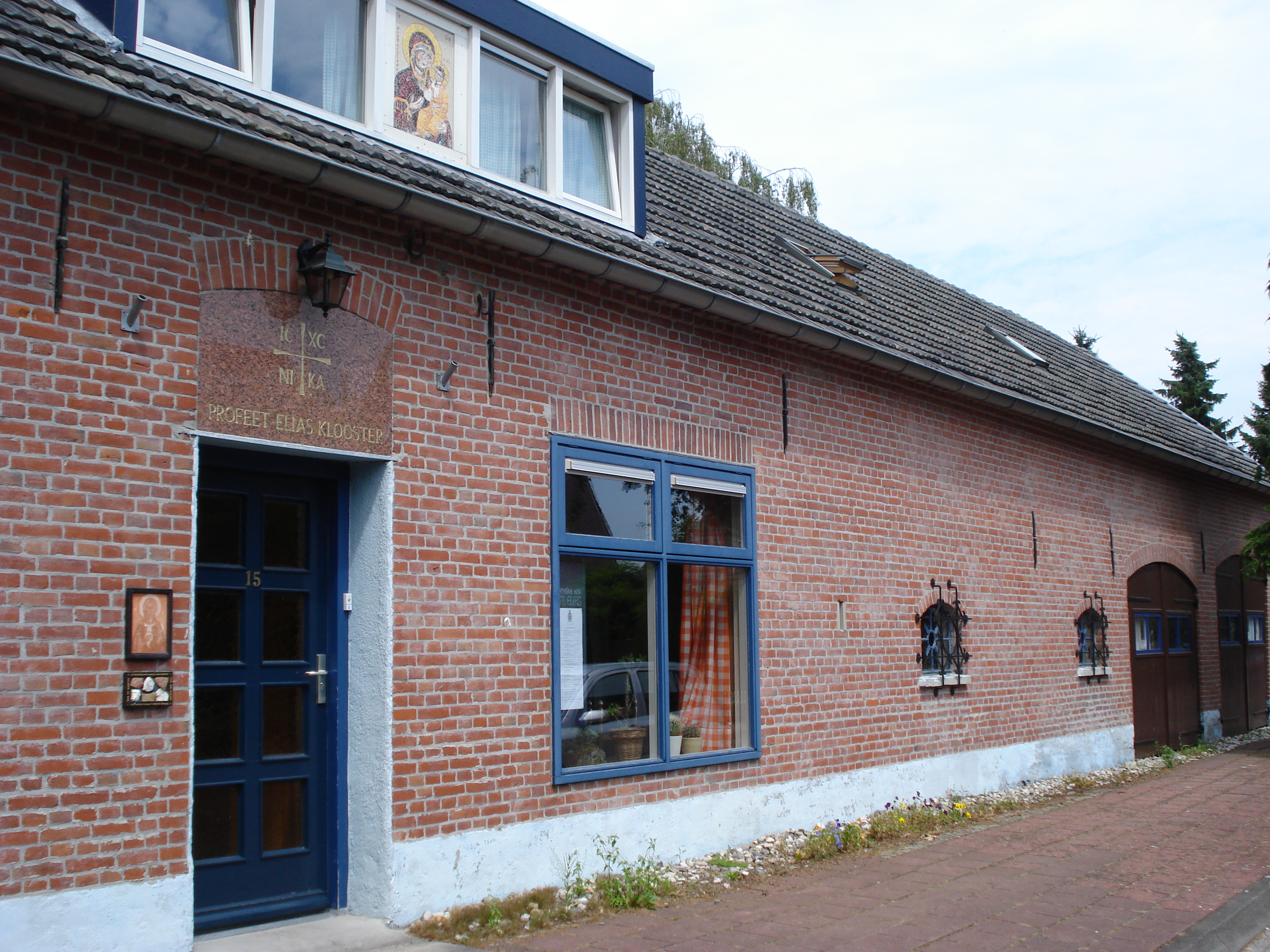
Monaster św. Eliasza w Sint Hubert (Serbski Kościół Prawosławny)

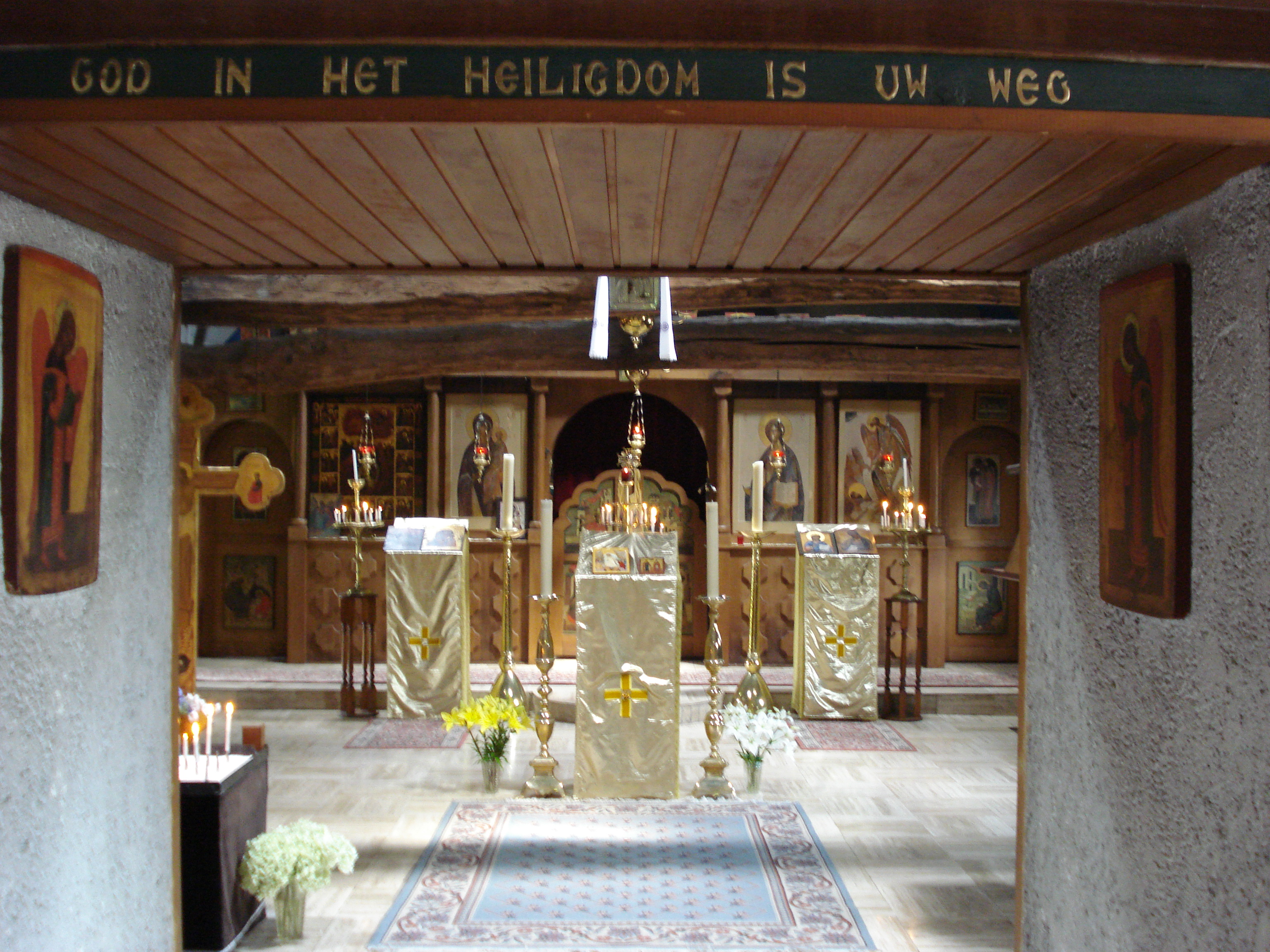
Wnętrze cerkwi w monasterze św. Eliasza w Sint Hubert

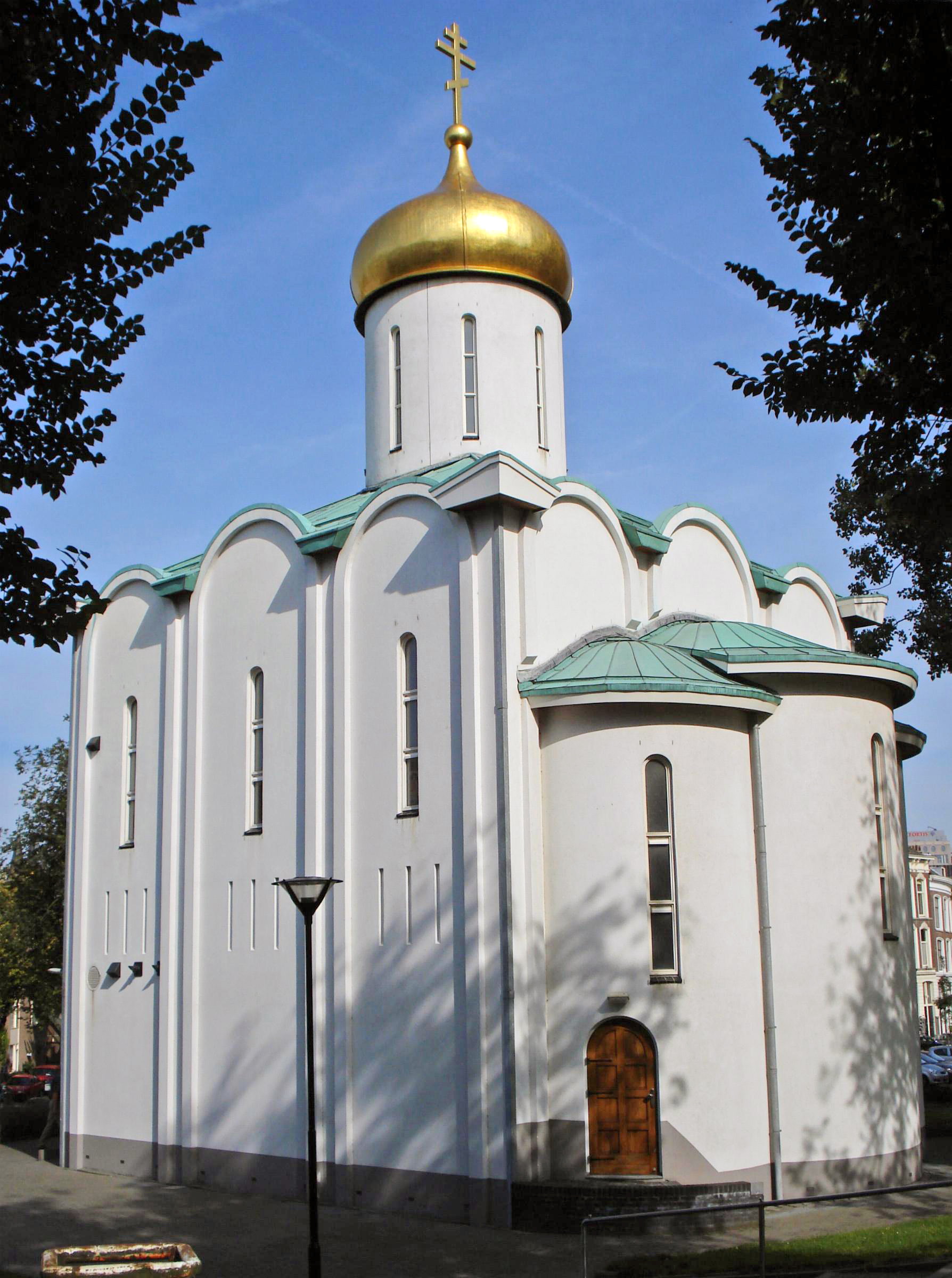
Cerkiew św. Aleksandra Newskiego w Rotterdamie (Rosyjski Kościół Prawosławny)

Prawosławie w Holandii jest religią związaną z imigrantami z Rosji i krajów bałkańskich. W 2005 liczba wiernych była szacowana na 20 tys. osób. 

## Patriarchat Konstantynopolitański
Pierwsza parafia prawosławna w Holandii została założona między rokiem 1733 a 1736 przez kupców pochodzenia greckiego w prywatnym budynku w Amsterdamie. Nosiła wezwanie św. Katarzyny Aleksandryjskiej i była obsługiwana przez kler grecki. Wśród wiernych byli również Rosjanie, a od 1852 przeszła ona pod jurysdykcję patriarchatu moskiewskiego. 
W 2014 patriarchat Konstantynopola posiadał największą liczbę parafii na terenie Holandii – 13. Sześć z nich należało do dawnego Zachodnioeuropejskiego Egzarchatu Rosyjskiego Kościoła Prawosławnego, który przeszedł pod jurysdykcję Konstantynopola (parafie te wchodziły w skład wikariatu holenderskiego Zachodnioeuropejskiego Egzarchatu Parafii Rosyjskich). Patriarsze Konstantynopola podlegała jedyna parafia flamandzkojęzyczna w Kollumerpomp oraz monastery św. Eliasza w Sint Hubert (męski) oraz Narodzenia Matki Bożej w Asten (żeński).

## Rosyjski Kościół Prawosławny
Po 1816 Anna Pawłowna Romanowa, żona króla Holandii Wilhelma II, umieściła w pałacu w Hadze prywatną kaplicę obsługiwaną przez kapłana rosyjskiego. Po śmierci męża w 1849 królowa przeniosła się do wsi Soestdijk, gdzie również ufundowała kaplicę prawosławną. 
Większa grupa prawosławnych Rosjan pojawiła się w Holandii na fali białej emigracji rosyjskiej. W 1922 powstała nowa parafia św. Marii Magdaleny w Hadze, w której po II wojnie światowej drugim – obok cerkiewnosłowiańskiego – językiem stał się holenderski. Kolejna grupa Rosjan znalazła się w Holandii po 1945. W tym czasie powstały parafie w Amsterdamie, Liège, Rotterdamie, i Groningen, a parafia w Hadze uzyskała samodzielny budynek sakralny, poświęcony w 1947. Kolejna wolnostojąca cerkiew rosyjska w Holandii powstała dopiero w 2004 (cerkiew św. Aleksandra Newskiego w Rotterdamie). Część Rosjan zerwała z patriarchatem Moskwy, zakładając w Arnhem i Amsterdamie parafie należące do Rosyjskiego Kościoła Prawosławnego poza granicami Rosji. 
Obecnie Rosyjski Kościół Prawosławny (oraz zjednoczony z nim w 2003 Rosyjski Kościół Prawosławny poza granicami Rosji) jest drugą co do wielkości organizacją kościelną prawosławną, która posiada swoje placówki duszpasterskie w Holandii – łącznie 8 parafii. W jego skład wchodzą placówki całkowicie holenderskojęzyczne – parafia w Maastricht, parafia św. Jana Chrzciciela w Hadze założona przez konwertytów holenderskich, oraz męskie monastery w tym samym mieście (od 1954 do 1979 jurysdykcja Rosyjskiego Kościoła Prawosławnego poza granicami Rosji) oraz św. Mikołaja Cudotwórcy w Himmelum.
Na terenie Holandii działa też 5 parafii, wchodzących w skład dekanatu Beneluksu Arcybiskupstwa Zachodnioeuropejskich Parafii Tradycji Rosyjskiej.

## Serbski Kościół Prawosławny
Posiada 7 parafii powstałych w latach 80. XX wieku i później na potrzeby napływających emigrantów z Bałkanów. Językiem liturgicznym jest serbski.

## Inne Kościoły kanoniczne
W Holandii działa jedna parafia podległa Bułgarskiemu Kościołowi Prawosławnemu oraz dwie parafie Rumuńskiego Kościoła Prawosławnego. Powstały one w ostatniej dekadzie XX wieku.

## Kościoły niekanoniczne
Jedną parafię w Hadze posiada Bułgarski Kościół Prawosławny (Synod alternatywny), nieuznawany przez Kościoły kanoniczne.

## Działalność naukowa i kulturalna
Na terenie Holandii działali prawosławni teolodzy i myśliciele, których prace przyczyniły się do upowszechnienia wiedzy o prawosławiu w krajach Europy Zachodniej. Szczególne miejsce zajmuje tu Pjotr Hendrix, autor prac Piękna Pascha (1930) i Chrześcijaństwo rosyjskie (1927) oraz protestancki pastor Fetter, autor opracowania Rosjanie i ich Kościół (1947). Adriaan Korporaal, kapłan prawosławny i konwertyta narodowości holenderskiej, przetłumaczył na swój język ojczysty prawosławne księgi liturgiczne.  
W 1980 powstało Bractwo św. Mikołaja z Myry, które zajmuje się upowszechnianiem wiedzy o prawosławiu w społeczeństwie Holandii oraz koordynacją współpracy pomiędzy jurysdykcjami prawosławnymi działającymi w Holandii.